# Laxta darbyi
Laxta darbyi är en kackerlacksart som beskrevs av Roth, L. M. 1992. Laxta darbyi ingår i släktet Laxta och familjen jättekackerlackor. Inga underarter finns listade i Catalogue of Life.